# روزنامه‌نگاری غوطه‌ور شدن
روزنامه‌نگاری غوطه‌ور شدن (انگلیسی: Immersion journalism)، روزنامه‌نگاری افراطی یا افراط گرایی نوعی روزنامه‌نگاری شبیه به روزنامه‌نگاری زیاده‌رو (روزنامه‌نگاری گونزو) است.
در این روش، روزنامه‌نگاران خود را در یک موقعیت و با افراد درگیر غرق می‌کنند. محصول نهایی بیشتر به تمرکز بر خود تجربه گرایش دارد نه به نویسنده. مثل روزنامه‌نگاری زیاده‌رو افراط گرایی تجارب شخصی را از یک دورنمای عمیق شخصی با جزئیات بیان می‌کند. هر فرد یک موقعیت را انتخاب خواهد کرد و خودش را در رویدادها و با مردمی که درگیر آن هستند، غرق می‌کند. برخلاف روزنامه‌نگاری زیاده‌رو، این روش تمرکز کمتری بر زندگی نویسنده دارد و بیشتر بر تجارب خاص نویسنده تمرکز می‌کند.
طرفداران روزنامه‌نگاری افراطی ادعا می‌کنند که این روش تحقیق نویسندگان را قادر می‌سازد تجارب داخلی از رویدادهای خارجی را شرح داده و از محدودیت مادی‌گرایی کاذب روزنامه‌نگاری سنتی خارج شوند. منتقدان افراط‌گرایی (که گاهی آن را روزنامه‌نگاری از رشد بازمانده می‌نامند) معتقدند با استفاده از این روش‌ها نویسندگان تنها نقش توریست را در زندگی و معمولاً مصیبت‌های دیگران بازی می‌کنند.